# Altdorf, Uri
Huyện Uri (tiếng Pháp: District du Uri, tiếng Đức: Bezirk Uri) là một huyện hành chính của Thụy Sĩ. Huyện này thuộc bang Bang Uri. Huyện Uri có diện tích 1077 km², dân số theo thống kê của cục thống kê Thụy Sĩ năm 1999 là 35487 người. Trung tâm của huyện đóng ở Altdorf. Mã của huyện là 400.